# Wilhelm Dumstrey
Wilhelm Dumstrey (* 25. März 1899 in Oranienburg, Kreis Niederbarnim; † 28. November 1990 in Berlin) war ein deutscher Pädagoge und Politiker (DDP, CDU). Von 1956 bis 1964 war er Bezirksbürgermeister des Berliner Bezirks Wilmersdorf.

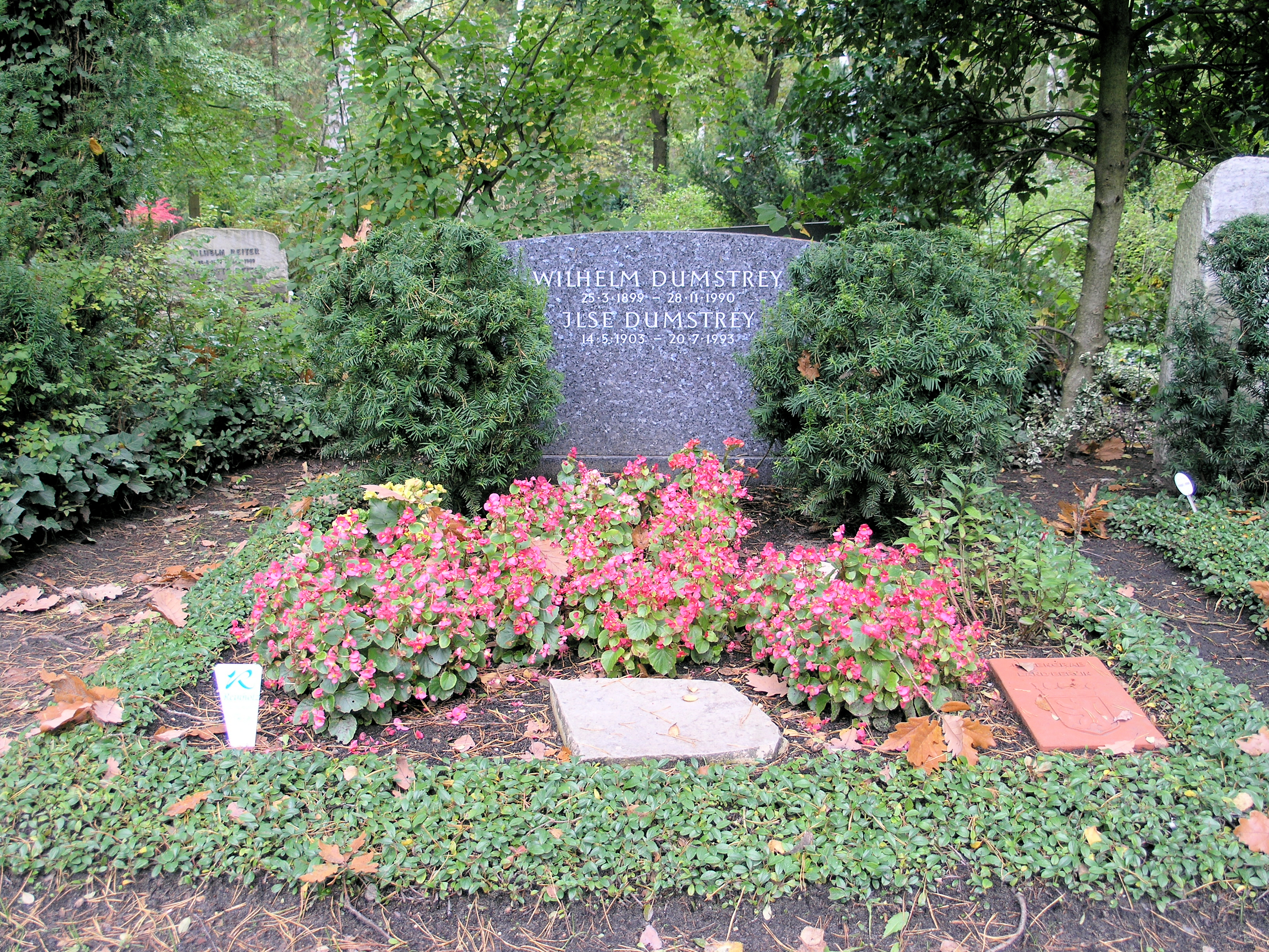
Ehrengrab, Potsdamer Chaussee 75, in Berlin-Nikolassee

## Leben
Dumstrey wurde als Sohn des Korrektors Franz Dumstrey geboren. Dem Besuch eines Realgymnasiums folgte die Ausbildung an einem Lehrerseminar und an der Handelshochschule in Berlin, die er 1925 mit Diplom abschloss. 1919 trat er in den Volksschuldienst ein, war von 1925 bis 1929 und von 1933 bis 1939 Lehrer an einer Berufsschule sowie von 1929 bis 1933 und 1940 bis 1945 Lehrer an einer Fachschule.
Bereits vor der Zeit des Nationalsozialismus war Dumstrey bis zu ihrer Auflösung politisch in der DDP organisiert. Nach Kriegsende gehörte er 1945 zu den Mitbegründern der CDU in Köpenick und war von 1946 bis 1950 Stadtverordneter von Berlin.
Beruflich war er zwischen 1945 und 1952 in der Berliner Schulaufsicht tätig, zunächst als Hauptschulrat in Köpenick und ab 1947 als Oberschulrat im Landesschulamt. 1952 wechselte er als Leiter der Abteilung Leibesübungen in die Senatsverwaltung für Volksbildung. 1955 wurde er in Zehlendorf zum Bezirksstadtrat für Volksbildung ernannt und war von 1956 bis 1964 Bezirksbürgermeister von Wilmersdorf.
Daneben folgte er von 1949 bis 1958 als Dozent für Staatsrecht und Betriebsrecht einem Lehrauftrag an der Deutschen Hochschule für Politik.
Er war Präsident der Landesgruppe Berlin der Deutschen Olympischen Gesellschaft, Vorsitzender des Europäischen Kulturausschusses Berlin und stellvertretender Vorsitzender der Europa-Union Berlin.
Nach seinem Tod wurde er in einem Ehrengrab der Stadt Berlin auf dem Waldfriedhof Zehlendorf beigesetzt.

## Ehrungen
- 1966: Großes Verdienstkreuz der Bundesrepublik Deutschland
- 17. Januar 1973: Ernennung zum Stadtältesten von Berlin
- Bürgermedaille des Bezirks Wilmersdorf von Berlin

## Schriften
- 1948: Die Revolution von 1848 in zeitgenössischen Berichten, Reden, Erklärungen, Denkschriften und Urkunden. (Mitherausgeber)